# Critics' Choice Television Awards
Critics' Choice Television Awards, jsou televizní ceny, udílené pod Broadcast Television Journalist Association (BTJA). První ceremoniál se konal 20. června 2011 a byl vysílán živě na VH1.com. Čtvrtý ceremoniál byl vysílán živě na televizním kanálu The CW 19. června 2014. Exkluzivní práva na vysílání byly v říjnu uděleny A&E Network.

## Kategorie
- Nejlepší herec: komedie (od roku 2011)
- Nejlepší herec: drama (od roku 2011)
- Nejlepší herec: TV film nebo minisérie (od roku 2012)
- Nejlepší herečka: komedie (od roku 2011)
- Nejlepší herečka: drama (od roku 2011)
- Nejlepší herečka: TV film nebo minisérie (od roku 2012)
- Nejlepší animovaný seriál (od roku 2011)
- Nejlepší komediální seriál (od roku 2011)
- Nejlepší dramatický seriál (od roku 2011)
- Nejlepší host: komedie (2012–2016)
- Nejlepší host: drama (2012–2016)
- Nejlepší TV film nebo minisérie (od roku 2012)
- Nejlepší reality-show (2011–2015)
- Nejlepší reality-show: soutěž (od roku 2011)
- Nejlepší moderátor reality-show (od roku 2011)
- Nejlepší strukturovaná reality-show (od roku 2015)
- Nejlepší herec ve vedlejší roli: komedie (od roku 2011)
- Nejlepší herec ve vedlejší roli: drama (od roku 2011)
- Nejlepší herec ve vedlejší roli: TV film/minisérie (od roku 2013)
- Nejlepší herečka ve vedlejší roli: komedie (od roku 2011)
- Nejlepší herečka ve vedlejší roli: drama (od roku 2011)
- Nejlepší herečka ve vedlejší roli: TV film/minisérie (od roku 2013)
- Nejlepší talk show (od roku 2011)
- Nejlepší nestrukturovaná reality-show (od roku 2015)
- Nejzajímavější nový seriál (od roku 2011)